# Quinto Ayacio Modesto Crescenciano
Quinto Ayacio Modesto Crescenciano  fue un político y militar romano del época severa.

## Familia
Ayacio fue quizá de origen africano. Estuvo casado con Danacia Cuartila Aureliana y fue padre de Quinto Ayacio Celsino Arabiano y Lucio Ayacio Modesto Aureliano.

## Carrera pública
Ayacio fue gobernador de Arabia, en algún momento entre 198 y 204,
Alcanzó sucesivamente el consulado suffectus y en 204 fue designado XVvir sacris faciundis, participando en la organización de los juegos seculares. Después fue gobernador de Germania Superior. el proconsulado de Asia y un segundo consulado, en esta ocasión como ordinarius, en el año 228, bajo Alejandro Severo.